# Chokolade
 For alternative betydninger, se Kakao (flertydig). (Se også artikler, som begynder med Kakao)
Chokolade er et nydelsesmiddel, der består af kakaopulver, kakaosmør og sukker. Sojalecitin tilsættes som emulgator. Chokolade er meget næringsrig og velsmagende, og den har en opkvikkende og stimulerende virkning.
Chokoladen kan inddeles i mørk, mælkechokolade eller lyschokolade, hvid og rød fra Ruby kakaobønner. Farven bestemmes af indholdet af hhv. kakaotørstof og kakaosmør. Hvid chokolade har intet indhold af kakaotørstof, mens nogle af de mørkeste chokolader har et indhold på ca. 85-90 % kakao.
Noget chokolade er fremstillet til direkte konsumering, som bl.a. fyldt chokolade, mens andre typer er fremstillet til brug i bagværk og madlavning, kaldet kogechokolade. Særligt Belgien og Schweiz har en stolt chokoladetradition, og er kendt for deres chokolade.

## Oprindelse
De første, der dyrkede kakao var olmekerne, der boede ved Golfkysten i Mexico. Kakaoen har sandsynligvis været et handelsobjekt, da der er fundet store mængder af sten, jade og andre ting hentet udenfor deres hjemområde. For nylig har man  fundet krukker med organiske rester. Resterne blev undersøgt for deres indhold af theobromin. Kakaotræet er den eneste plante hjemhørende i Mellemamerika, der indeholder theobromim. To prøver var positive. Nemlig fra El Manati ved Golfkysten og Pasoda la Amada ved Stillehavet. Med disse prøver er tidspunktet for kakaodyrkning rykket tilbage til mindst 1500 f.Kr., måske endda 1750-1900 f.Kr. Kakao var altså en del af den første mesoamerikanske civilisation. Ellers var det tidligst dokumenterede fund af kakao fra Belize 600 efter Kr. 

## Statistik
| chokoladeforbrug (kg pr indbygger) |      |
| ---------------------------------- | ---- |
| Schweiz                            | 10,3 |
| Østrig                             | 9,8  |
| Irland                             | 8,8  |
| Storbritannien                     | 8,4  |
| Norge                              | 8,3  |
| Danmark                            | 8,2  |
| Tyskland                           | 8,2  |
| Sverige                            | 7,0  |
| Belgien                            | 6,8  |
| USA                                | 5,3  |
| Finland                            | 5,0  |
| Frankrig                           | 4,8  |
| Holland                            | 4,5  |

| chokoladeproduktion (andel af verdensproduktionen) |      |
| -------------------------------------------------- | ---- |
| Elfenbenskysten                                    | 40 % |
| Ghana                                              | 16 % |
| Indonesien                                         | 15 % |
| Brasilien                                          | 6 %  |
| Nigeria                                            | 5 %  |
| Cameroun                                           | 5 %  |
| Ecuador                                            | 3 %  |
| Andre                                              | 10 % |

Aztekerne fremstillede en drik, som de kaldte cacahuaatl ' af ristede kakaobønner, vand og forskellige ingredienser, for eksempel chili, vanilje, diverse urter og blomster. Ingredienserne blev pisket sammen til en kold, brunlig masse. Var drikken vellykket kom en top med skum på.  Ordet chokolade er opstået efter spaniernes erobring af det aztekiske imperium (1519-1521). Den sidste del lade/ade stammer fra det aztekiske ord for vand, atl. Den første del choko er af uvis oprindelse. Ofte udlægges oprindelsen fra et aztekisk ord chocolatl eller xocoatl, der skulle betyde bitter vand. Der er intet belæg for dette i klassisk aztekiske kilder som fx Sahágun eller Molinas ordbog. Sprogligt kan man ikke ændre lyden x [sj] til ch [tj] i klassisk aztekisk. Såfremt x var ændret skulle det også have været en s-lyd 
Aztekerne regnede kakao for meget kostbart. Metaforen for kakao var yollotli – eztli (hjerte-blod). Aztekerne ofrede det bedste og kostbareste til deres guder, nemlig blod og menneskehjerter. I flere tilfælde blev disse ofringer ledsaget af kakao. Sammenligningen er tegn på kakaoens store betydning. Aztekerne brugte også kakaoen som medicin. Derudover blev kakaobønnen brugt som et betalingsmiddel, hvor en kalkun kostede 100 bønner og en frisk avocado var 2 bønner værd.
I år 1528 blev kakaobønnerne importeret af Spanioleren Hernán Cortés, som præsenterede dem for den spanske konge, Karl 5.
Chokolade i fast form (til forskel fra som drik) blev udviklet i Europa i midten af 1800-tallet.

## Fremstilling
Det første skridt i fremstillingen er at skære kakaobønnerne med det omgivende frugtkød ud af kakaofrugterne. Bønnerne og det omgivende frugtkød gæres sammen. Frugterne samles i kurve eller gæringskasser, her overdækkes de med bananblade. Bønnerne får den brune farve under gæringen. Desuden fjerner den spiringsevnen fra bønnerne og fremmer kakaosmagen. Efter gæringen bliver bønnerne tørret i solen. Dernæst skal kakaobønnerne ristes og flækkes. Efter denne proces kan skallen nemmere fjernes, og under ristningen dannes der forskellige aromastoffer. Den masse der bliver tilbage, kaldes kakaomassen. Kakaomassen består af ca. lige store dele kakaopulver og kakaosmør. De to komponenter adskilles ved presning. Chokolade fremstilles derefter ud fra varierende mængder af kakao og kakaosmør, samt sukker, nødder eller andre ingredienser.

## Afrodisiakum
Romantiske sagn identificerer chokolade som et afrodisiakum. Chokoladens berygtede afrodisiakale kvaliteter er som oftest associerede med den simple, sensuelle nydelse ved indtagelse. Derudover stimulerer chokoladens søde og fede natur måske hypothalamus, ved følelse af nydelse, såvel som påvirkning af serotoninniveauerne. Serotonin har en effekt af nydelse; i høje koncentrationer kan det bliver omsat til melatonin, som i større mænger nedsætter den seksuelle lyst.
Det er blevet påvist, at chokolade indeholder umættede N-acylethanolaminer, som kan aktivere cannabinoide receptorer eller øge niveauet af endocannabinoider i det endocannabinoide system, hvilket resulterer i øget følsomhed og eufori. Selvom der ikke er nogen former for beviser på, at chokolade virkelig er et afrodisiakum, er chokoladegaver et velkendt høflighedsritual.

## Chokolade og dyr
I modsætning til mennesker kan almindelige husdyr såsom hunde, katte og heste ikke tåle chokolade på grund af kakaoens naturlige indhold af stofferne theobromin og koffein, der sammen med theophyllin hører til gruppen af metylxanthinalkaloider. Teobromin stimulerer centralnervesystemet ved at frigøre adrenalin.
Hos hunde og katte optages theobromin gennem leveren og føres med galden tilbage til tarmen, for der at starte en ny runde. I stedet for at udskille stofferne ender dyret i en forgiftningscyklus. Hos mennesker udskilles stofferne i løbet af 2-3 timer, mod 14-20 timer hos hunde og katte.
Adrenalin kan hos dyr bl.a. forårsage forhøjet hjerterytme, hallucinationer, alvorlig diarre, epileptiske anfald, hjerteinfarkt, indre blødninger og til og med død. Ca. 30 g ren chokolade (lig ca. 2 g kakao) pr. kg kropsvægt kan forårsage alvorlige forgiftninger hos dyr.

## Chokolade og sundhed
Der har været stor debat om hvorvidt mørk chokolade har sundhedsfremmende egenskaber. Og der findes faktisk en del undersøgelser som understøtter dette. De polyfenoliske stoffer som findes i kakao og mørk chokolade, har i celleforsøg vist sig at kunne beskytte mod oxidativt stress. De polyfenoler som findes i mørk chokolade bekæmper frie radikaler, og dermed forhindrer disse stoffer i at ødelægge cellernes membraner, proteiner og arvemateriale. Mørk chokolade har også en gavnlig effekt i forhold til hjertet og kredsløbet. F.eks. kan mørk chokolade og kakao sænke blodtrykket en lille smule (2 – 3 mm Hg) og forbedre kolesteroltallet .